# Мехтулінське ханство
Мехтулінське ханство — державне утворення, що існувало в XVII — XIX століттях на території Дагестану. Складалося з 13 аулів, розташованих у басейні річки Манас.
Населення Мехтулінского ханства було змішане — в основному аварское. У кількох селищах жили кумики.

## Історія
Мехтулінське ханство утворилося в XVII столітті при розпаді Тарковського шамхальства. Назва його походить від імені його засновника — якогось Кара-Мехті, який, згідно з переказами, походив з дому казикумуських шамхалів. Від його імені й утворилася кумицька назва роду «Мехті-улу» у значенні «потомство Мехті» або «прізвище Мехті». Згідно історику Є. Н. Кушевої, мехтулінські хани — родинні шамхалу власники. . Спочатку Кара-Мехті влаштувався в Аймаки, але згодом резиденцією мехтулінських ханів став Нижній Дженгутай. 
Восени 1741 війська мехтулінського Ахмад-хана розбили в Аймакінській ущелині під Дженгутаєм військо перського Надер Шаха. Ахмад-хан в історії Дагестану зіграв видатну роль у відбитті іранської агресії, був предводителем військ в Андалальській битві, за що турецьким султаном Махмудом I йому було присвоєне звання «мір-і-міран» (бейлербей), тобто генерала. 
У 1867, внаслідок російської агресії на Кавказі, останній хан Мехтулінського ханства — Рашид-хан, склав з себе права та обов'язки з управління і воно увійшло до складу Російської імперії, було включено до складу Темір-Хан-Шуринського округу. 

## Список правителів Мехтулінского ханства
- Кара-Мехта (згад. 1590)
- Ахмат-хан I (згад. 1637)
- Мехті II (сер. XVII століття)
- Бенкет-Мухаммат (поч. XVIII століття)
- Мехті III (упом. 1732)
- Ахмад-хан II (1735 — 1749)
- Мехті IV (1749 — 1773)
- Алі-Султан (1773 — 1807)
- Гасан-хан (1809 — 1818)
- Ахмад-хан (1820 — 1843)
- Нух-Біке (1843 — 1855)
- Ібрахім-хан  (1855 — 1859)
- Рашид-хан (1859 — 1867)